# Madadayo
Madadayo – japoński dramat psychologiczny z 1993 roku, kręcony w Tokio. Był to ostatni film  Akiry Kurosawy, a także Ishirō Hondy.

## Fabuła
Rok 1943. Profesor Uchida oświadcza swoim studentom, że rezygnuje z nauczania i od tej pory będzie pracował jako pisarz.
Każdego roku, studenci odwiedzają go i urządzają urodzinowe przyjęcie, na którym dziękują mu za całą wiedzę, którą im przekazał. Zgodnie z tradycją, zadają mu pytanie: Mada kai? (Czy jesteś gotowy?), na co profesor odpowiada Mada da yo! (Jeszcze nie!).
Film pokazuje, jak Uchida udoskonala swoje relacje ze studentami i jak umiejętnie jednoczy ich, przez co staje się ich ulubionym profesorem, a także wielkim mentorem.
Twórcy poruszyli również wątek życia profesora podczas II wojny światowej, kiedy to musiał opuścić uniwersytet i zamieszkać w biednej chatce.

## Obsada
- Tatsuo Matsumura – profesor Hyakken Uchida
- Kyōko Kagawa – żona Uchidy
- Hisashi Igawa – Takayama
- Hidetaka Yoshioka – syn Takayamy
- Jōji Tokoro – Amaki
- Masayuki Yui – Kiriyama
- Asei Kobayashi – Wielebny Kameyama
- Takeshi Kusaka – dr Kobayashi
- Akira Terao – Sawamura

i inni

## Produkcja
Tło, które widnieje na plakacie filmu oraz w jego ostatniej sekwencji, zostało namalowane własnoręcznie przez Akirę Kurosawę.
Film jest pewnym rodzajem hołdu, jaki Akira Kurosawa chciał złożyć swojemu ulubionemu profesorowi, Uchidzie Hyakkenowi.